# Бердибаев, Рахманкул
Рaxманкул Бердибаев (2.12.1927 пос. Ащысай Туркестанского района Южно-Казахстанской области — 03.04.2012, Туркестан) — ученый, критик, литературовед, доктор филологических наук (1970), профессор (1983), академик НАН РК, заслуженный деятель науки Казахстана (1984).

## Биография
Родился 2 декабря 1927 года в селе Кокыш Туркестанского района Южно-Казахстанской области.
После окончания Туркестанского педагогического училища обучался в Кызылординском педагогическом институте, который окончил в 1949 году.
В 1949—1953 годах — директор средних школ Жетисайского, Туркестанского районов Южно-Казахстанской области, инспектор районного отделения образования (1949—1953).
В 1953—1955 — аспирант КазГУ, в 1955—1958 — литературный сотрудник, затем заведующий отделом газеты «Қазақ әдебиеті».
В 1959—1968 годах — научный сотрудник Института литературы и искусства, в 1968—1970 годах — ответственный секретарь главной редакции «Казахской энциклопедии», с 1970 года — научный сотрудник, заведующий отделом Института литературы и искусства им. М. О. Ауэзова.
С 1997 года — заведующий кафедрой казахской литературы Казахско-турецкого университета им. Х. А. Яссауи.

## Труды
Автор литературоведческих трудов: «Әдебиет және өміp» («Литература и жизнь», 1964). «Социалистік реализм туралы» («О социалистическом реализме», 1966), «Октябрь және қазақ совет әдебиеті» («Октябрь и казахская советская литература», 1966), «Роман және заман» («Роман и время», 1967), «Қазақ прозасындағы замандас тұлғасы» («Образ современника в казахской прозе», 1968), «Гүлстанның бұлбұлдары» (1970), «Қазақ совет әдебиетінің қалыптасуы» («Формирование казахской советской литературы», 1971), «Дәстүр тағылымы» («Воспитание традицией», 1973), «Қазақ романы» («Казахский роман», 1975), «Достық кемесінде» («На корабле дружбы», 1976), «От легенды к роману» (1976), «Ғасырлар толғауы» (« Размышление веков», 1977), «Қазақ тарихи романы» («Казахский исторический роман», 1979), «Биік парыз» («Великий долг», 1980), «Қазақ эпосы» («Казахский энос», 1982), «Замана сазы» («Мелодия зпохи», 1985), «Кәусар бұлақ» («Живительный родник», 1989), «Эпос — ел қазынасы» («Эпос — кладезь народа», 1995), «Эпос мұраты» («Цель эпоса», 1997), «Тарихи роман» («Исторический роман», 1997), «Мұхтар шыңы» («Пик Мухтара», 1997). Соавтор шеститомника «Қазақ әдебиетінің тарихы» («История казахской литературы») и ряда учебников. Основные труды Бердибаева посвящены вопросам литературной критики, фольклора, проблемам казахского романа, литературных взаимосвязей. Бердибаев — член правления СП, председатель фольклорного совета, член редколлегии газеты «Ана Tiлi», журнала «Жұлдыз».

## Награды
- Орден «Отан»
- Орден «Парасат»
- Медаль «Данк» (21 мая 2002 года, Кыргызстан) — за вклад в научно-культурное сотрудничество между казахским и кыргызским народами[2]